# Kétpó
Kétpó è un comune dell'Ungheria di 820 abitanti (dati 2002). È situato nella contea di Jász-Nagykun-Szolnok.